# دير الجرد
دير الجرد قرية تتبع ناحية الطواحين في شرق منطقة بانياس التابعة لمحافظة طرطوس.